# منزل السيد علي أغا
منزل السيد علي أغا (بالفارسية: خانه سید علی آقا) هو منزل تاريخي يعود إلى عصر القاجاريون، ويقع في أبركوه.